# Karl Kremer
Karl Kremer (* 21. November 1915 in Düsseldorf; † 25. Juli 2009 ebenda) war ein deutscher Chirurg und Hochschullehrer.

## Leben
Kremer studierte von 1937 bis 1942 Medizin in München, Leipzig, Wien und Innsbruck. 1942 wurde er in München zum Dr. med. promoviert. Nach dem Ende des Zweiten Weltkrieges absolvierte er in Berlin seine chirurgische Fachausbildung und wurde 1954 Oberarzt an der Universitätsklinik der Humboldt-Universität, der heutigen Charité. 1956 wurde Kremer Oberarzt an der Chirurgischen Abteilung des Universitätsklinikums Düsseldorf. 1957 habilitierte er sich in Düsseldorf und lehrte als Privatdozent an den Universitäten Düsseldorf und Bochum.
Im Jahr 1961 wurde er zum Direktor der Chirurgischen Klinik der Städtischen Krankenanstalten Essen ernannt. Nach Eingliederung in die Westfälische Wilhelms-Universität Münster erfolgte 1963 die Berufung zum ordentlichen Professor und Direktor der Chirurgischen Klinik. 1970 wechselte er als Professor für Allgemein-, Abdominal- und Unfallchirurgie und Direktor der Chirurgischen Klinik und Poliklinik an das Universitätsklinikums nach Düsseldorf. Dort gehörte ab 1979 Bernward Ulrich (* 1940), der 1984 Nachfolger des Chefarztes Rudolf Schautz wurde, zu seinen ständigen Vertretern. 1986 wurde er emeritiert. 
Die Ärztekammer Nordrhein berief ihn 1975 in die neugegründete Gutachterkommission für ärztliche Behandlungsfehler, seit 1983 als stellvertretendes geschäftsführendes Mitglied. Er hat in zahlreichen Begutachtungsfällen zur außergerichtlichen Beilegung von Arzthaftpflichtstreitigkeiten zwischen Patienten und Ärzten beigetragen.
Kremer war zusammen mit Horst-Eberhard Grewe Mitherausgeber des Standardwerkes zur Operationslehre Chirurgische Operationen. Ein Atlas für die Praxis.
1968 wurde Karl Kremer vom Kardinal-Großmeister Eugène Kardinal Tisserant zum Ritter des Ritterordens vom Heiligen Grab zu Jerusalem ernannt und am 8. Juli 1968 in München durch den Kardinal Lorenz Jaeger, Großprior der deutschen Statthalterei, sowie Hermann Josef Abs, Statthalter in Deutschland, in den Orden investiert. Zuletzt war er Großoffizier des Ordens.

## Ehrungen
- Investitur in den Ritterorden vom Heiligen Grab zu Jerusalem (1968)
- Orden des heiligen Gregor des Großen durch Papst Paul VI.
- Verdienstkreuz 1. Klasse des Verdienstordens der Bundesrepublik Deutschland (1976)
- Große Verdienstkreuz des Verdienstordens der Bundesrepublik Deutschland (1985)
- Johannes-Weyer-Medaille der nordrheinischen Ärzteschaft (1999)
- Ehrenzeichen des Deutschen Roten Kreuzes

## Veröffentlichungen (Auswahl)
- mit F. Baumgartl und Hans-Wilhelm Schreiber: Spezielle Chirurgie für die Praxis. G. Thieme, Stuttgart 1969.
- als Hrsg. mit Fritz Kümmerle, H. Kunz, Rudolf Nissen und Hans-Wilhelm Schreiber: Intra- und postoperative Zwischenfälle. Ihre Verhütung und Behandlung. Band 3: Extremitäten, Urologie und plastische Chirurgie. 2., neubearbeitete und erweiterte Auflage. Georg Thieme Verlag, Stuttgart / New York 1983, ISBN 3-13-311802-1.
- als Hrsg. mit Erich Müller: Die chirurgische Poliklinik. Georg Thieme Verlag, Stuttgart / New York 1984, ISBN 3-13-640601-X.